# Бочков, Андрей Михайлович
Андре́й Миха́йлович Бочко́в (13 января 1982, Волгоград, СССР) — российский футболист, полузащитник; тренер.

## Карьера
Начал играть в волгоградской «Олимпии» (1999—2002). Выступал за «Уралан» (2003—2004), «Ростов» (2005—2007), «Шинник» (2008—2009). В 2006 году был единственным футболистом, чью красную карточку, полученную во встрече с «Рубином», КДК отменил, признав ошибку арбитра Игоря Захарова. 26 января 2010 года подписал контракт с клубом «Луч-Энергия», где был капитаном команды. В конце того же года пополнил состав «Урала». 19 июня 2014 года перешёл в «Тосно» на правах аренды. В 2016 году выступал за «Сахалин». В 2017 году перешёл в состав ФК «Сочи». Сезон 2017/18 начал в составе ФК «Волгарь», в зимнюю паузу перешёл в «Нефтехимик» В декабре 2018 года покинул клуб.
В премьер-лиге провёл 133 матча, забил 6 мячей.

### Тренерская
12 января 2019 года вошёл в тренерский штаб Павла Могилевского, возглавлявшего волгоградский «Ротор» в качестве исполняющего обязанности главного тренера. С октября 2020 по июнь 2021 — помощник Могилевского в «Кубани», руководил командой в матче последнего тура против «Туапсе» (7:1). В конце июня 2021 года стал помощником Могилевского в «Новосибирске».

## Достижения
- Победитель первенства ФНЛ: 2012/13
- Бронзовый призёр первенства ФНЛ: 2014/15
- Обладатель Кубка ФНЛ (2): 2012, 2013
- Бронзовый призёр зоны «Поволжье» Второго дивизиона (2): 2001, 2002